# Олимпийски дух
Олимпийски дух е официално утвърдена програма на Международния олимпийски комитет (МОК), но и термин, използван често за ред положителни човешки качества.

## Официална програма на МОК
Мисията на Олимпийския дух е „да създаде мирен и по-добър свят в духа на олимпизма, което изисква общо възприятие с дух на приятелство, солидарност и феърплей. Олимпийският дух цели да вдъхновява и мотивира младежта от цял свят да бъде възможно най-добрата посредством образователни и забавни интерактивни предизвикателства. Олимпийският дух цели втълпяването и развитието на ценностите и идеалите на олимпизма и насърчава толерантността и взаиморазбирателството в тези засилващо обезпокоителни времена, в които живеем, за да направи света ни по-мирно място“.

## Обща концепция
В по-общ контекст, терминът „Олимпийски дух“ се отнася до често използвана, но рядко и неясно дефинирана концепция, свързана с олимпийските игри. Някои медии го приравняват с изказването на Пиер дьо Кубертен, че „Важното нещо е не победата, а участието“ и гледат на атлети, които дават всичко от себе си, но завършват последни като олицетворение на Олимпийския дух. Например Агенция Франс Прес пише: „Истинският Олимпийски дух често се среща далеч от златните медалисти и спонсорските им договори – среща се в най-чистия му смисъл в онези, които завършват последни.“  Агенцията посочва Ерик Мусамбани, Паула Барила Болопа, Абдул Басер Уасики, Пямбуугийн Туул, Чарлс Олимус, Мала Саконинхом, Лувсанлхудегийн Отгонбаяр, Мира Каслин и Самиа Хиреше като въплъщение на Олимпийския дух. През 2000 г. CNN публикува статия относно Ерик Мусамбани, озаглавена „Олимпийски дух: Плувец се състезава поради любов към спорта“.  През 2008 г. пресаташе на Чилийската федерация по тенис описва Николас Масу като човек, който „наистина демонстрира Олимпийския дух: усилието, борбата, нежеланието да се откаже“. 
Като част от Олимпийския дух се считат спортсменството; саможертвата и подкрепата към съперници и оказването на помощ, за да могат да завършат състезанието достойно; завършването на състезание въпреки контузии и силни болки; рекордни постижения въпреки бедност, дискриминация, здравословни и лични проблеми; участие въпреки всичко; уважението към дебютанти и неопитни състезатели. 